# St. James Parish
St. James Parish is een parish in de Amerikaanse staat Louisiana.
De parish heeft een landoppervlakte van 637 km² en telt 21.216 inwoners (volkstelling 2000). De hoofdplaats is Convent. Ze grenst in het westen aan Assumption Parish, in het noorden aan Ascension Parish, in het oosten aan St. John the Baptist Parish en in het zuiden aan Lafourche Parish. Het is een van de 22 parishes die samen Acadiana of Cajun Country vormen.